# 11. SS-Eisenbahnbaubrigade
Koordinaten: 51° 35′ 1,3″ N, 8° 9′ 36,6″ O

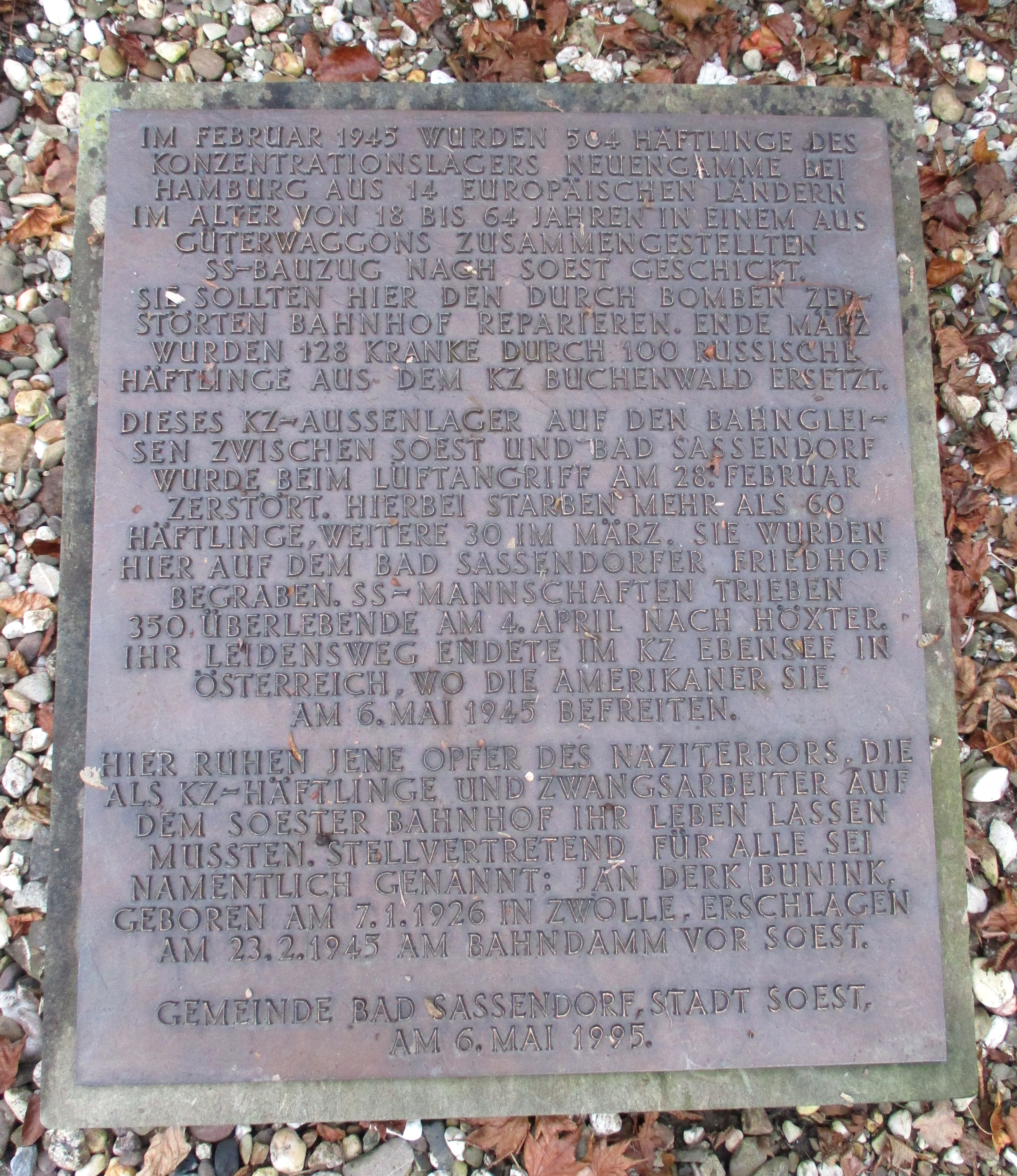
Gedenktafel für die 11. SS-Eisenbahnbaubrigade auf dem Friedhof in Bad Sassendorf

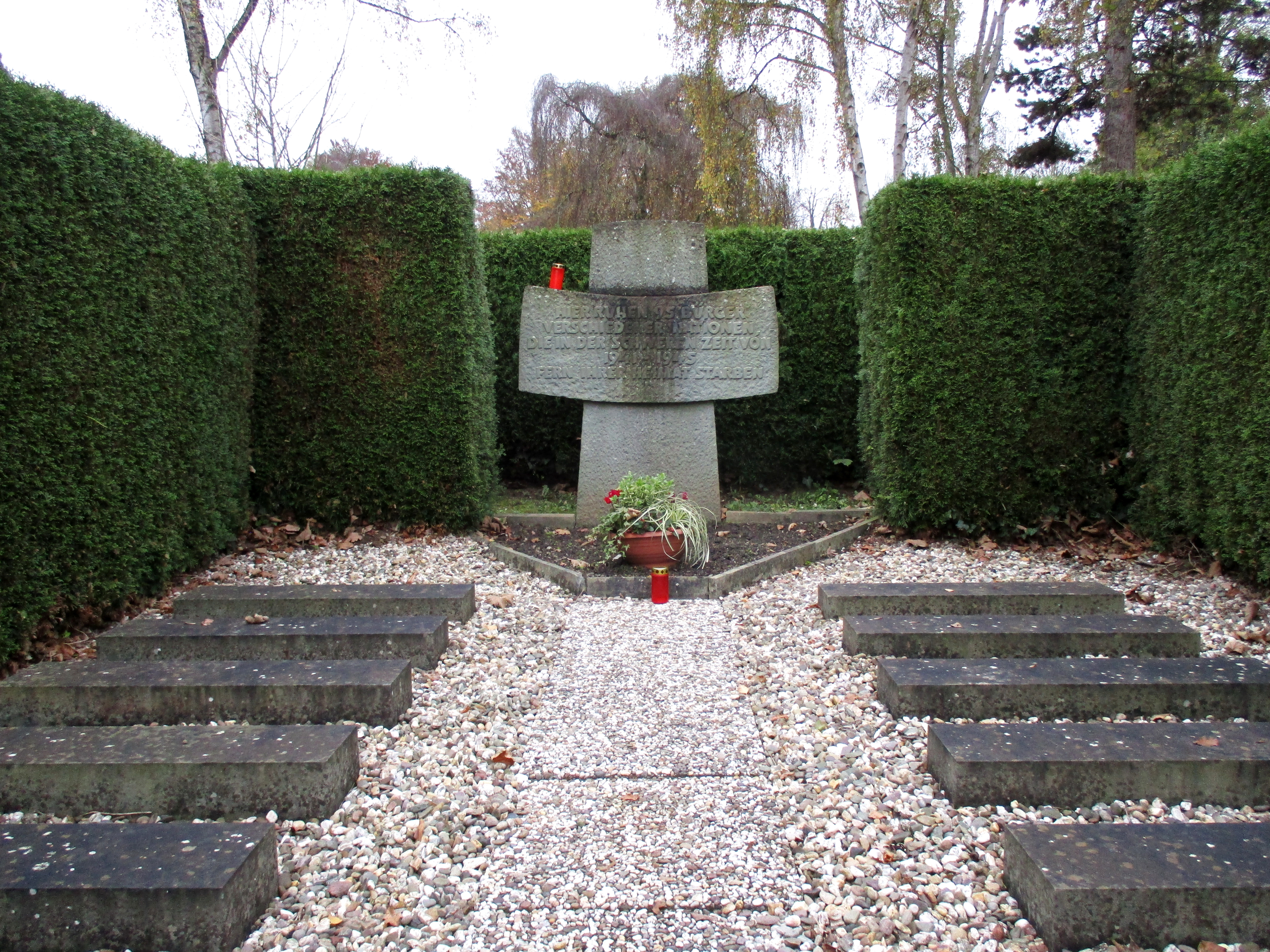
Gedenkkreuz an der Grab- und Gedenkstätte

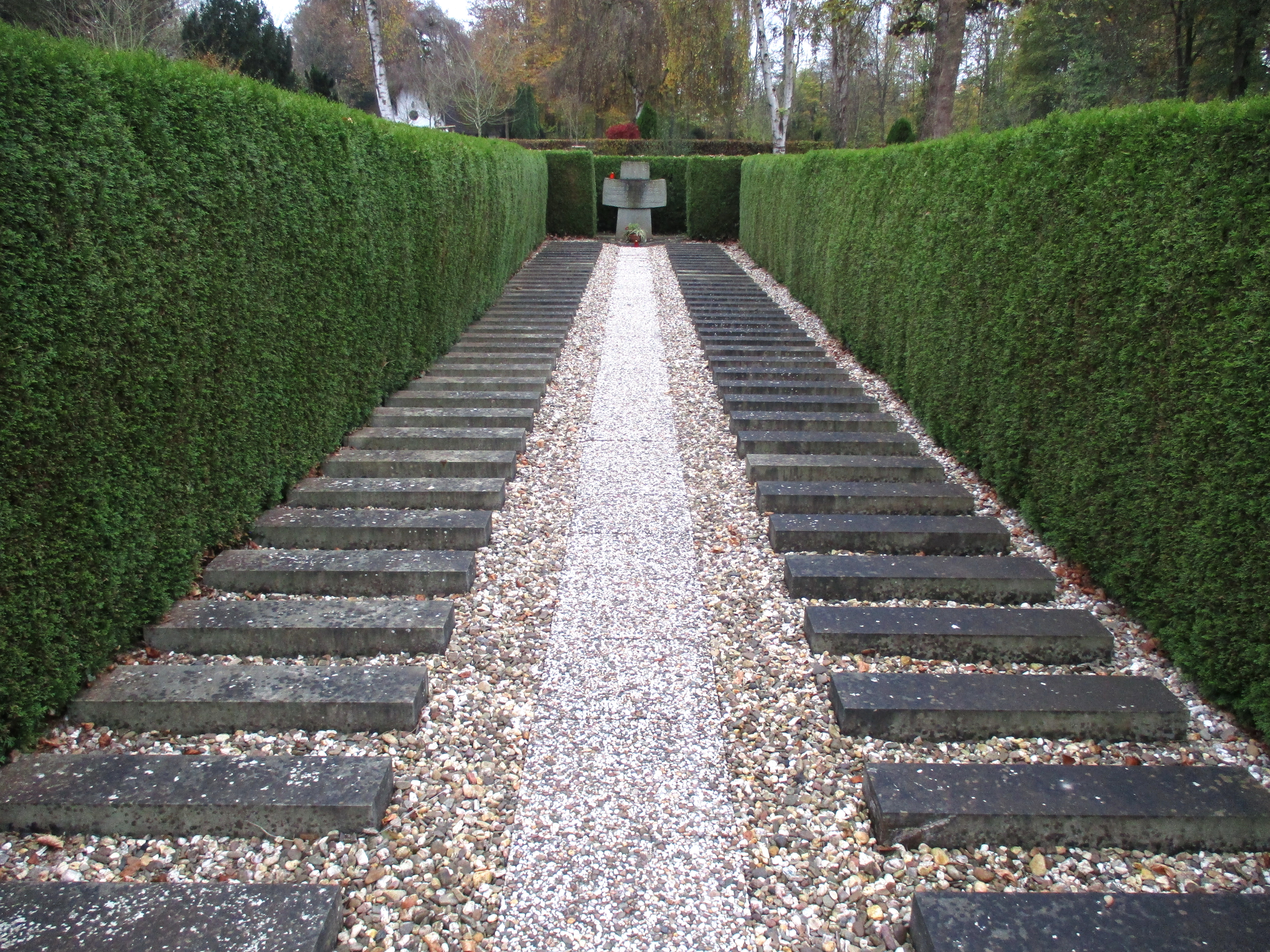
Die Grab- und Gedenkstätte erinnert an einen Gleisabschnitt mit Güterzügen. Jeder Betonpfeiler steht für einen dort bestatteten Häftling.

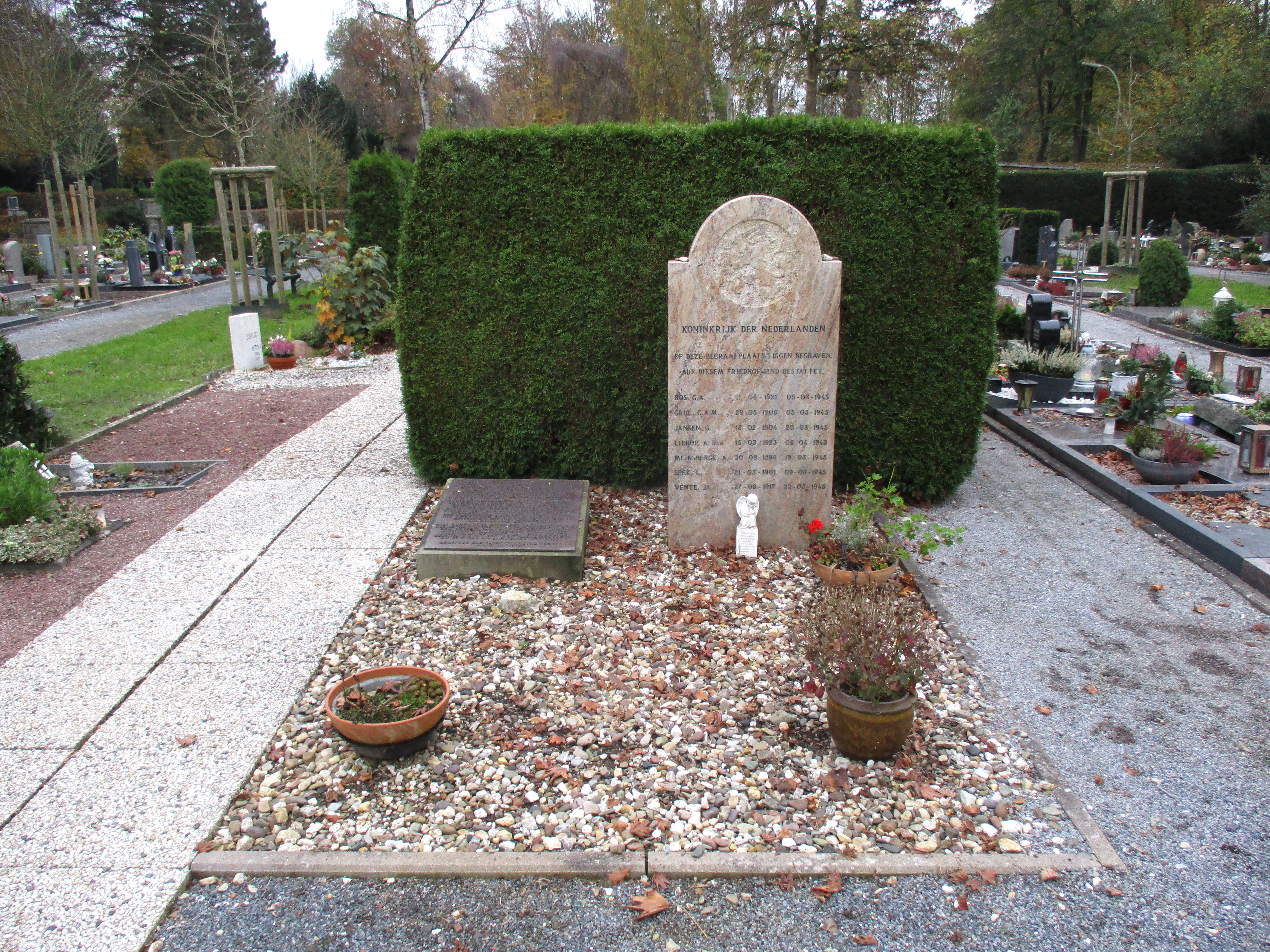
Grabstein für identifizierte Niederländische Häftlinge der 11. SS-Eisenbahnbaubrigade.

Die 11. SS-Eisenbahnbaubrigade war ein mobiles KZ-Außenlager in einem Güterzug des Konzentrationslagers Neuengamme bei Hamburg mit Standort in Bad Sassendorf in Westfalen. 504 Häftlinge wurden in Güterwaggons, die gleichzeitig als fahrbare Unterkünfte dienten, zu ihren Einsatzort transportiert und zu Aufräum- und Wiederaufbauarbeiten an Gleisanlagen eingesetzt. Es war der letzte Bauzug, der am 13. Februar 1945 das KZ Neuengamme verließ. Ziel war der Güterbahnhof Soest in Westfalen, der durch die Bombenangriffe der Alliierten am 5. Dezember 1944 stark zerstört wurde.

## Geschichte
Als viertgrößter Verschiebebahnhof Deutschlands, über den auch kriegswichtige Transporte aus dem Ruhrgebiet gingen und der Soester Batteriehersteller Akku Hagen Bauteile für U-Boote lieferte, war der Güterbahnhof Soest potentielles Angriffsziel der Alliierten. Seit 1940 wurde der Bahnhof von den Britischen Luftstreitkräften immer wieder angegriffen und ab September 1944 fielen mit Unterstützung der Amerikaner regelmäßig Bombenteppiche auf den Personen- und Güterbahnhof nieder und zerstörten Züge, Gleis- und Fernsprechanlagen und einen Großteil der Stadt. Am 5. Dezember 1944 ereignete sich der bis dahin schwerste Luftangriff, bei dem 473 Kampfflugzeuge ihre Bomben auf Soest abwarfen. Insgesamt hagelten 1.857 Tonnen Brand- und Sprengbomben auf die Stadt nieder. Dabei entstanden an der Infrastruktur des Bahnhofs immense Schäden, die mit den eigenen Instandsetzungskräften nur mühsam und aufs Nötigste beseitigt werden konnten. Das Bahnhofsareal glich einer verkraterten Mondlandschaft und es gab zahlreiche Blindgänger. Zudem war das Ausländerlager der Reichsbahn am Schwarzen Weg beim Bombenangriff abgebrannt. Doch für den Sieg mussten die Räder weiterhin rollen. Nicht nur wegen der kriegswichtigen Industriegüter, sondern auch, um die Nahrungsmittelversorgung im Ruhrgebiet sicherzustellen.
Im Auftrag der Reichsbahn stellte die Amtsgruppe C des SS-Wirtschafts-Verwaltungshauptamtes am 8. Februar 1945 die 11. SS-Eisenbahnbaubrigade aus 504 männlichen Häftlingen des KZ Neuengamme zusammen, um sie für Instandsetzungs- und Gleisbauarbeiten auf dem Verschiebebahnhof Soest einzusetzen. Begleitet wurden sie von 70 Leuten Wachpersonal und einer SS-Führungsgruppe aus Neuengamme. Am 13. Februar 1945 setzte sich der Bauzug mit rund 50 Güterwaggons Material und Arbeitskräften Richtung Südwestfalen in Bewegung. Es war die letzte SS-Eisenbahnbaubrigade, die das KZ Neuengamme verließ. Während der gesamten Fahrt wurden die Häftlinge in ihre mit Pritschen ausgestatteten Viehwaggons in Gruppen zu je 24 bis 40 Mann gesperrt und durften den Zug erst am Zielort für die Arbeit verlassen. Allerdings wurde der Bahnhof Soest 1945 mit dem Zurückgehen der Fronten selbst zum Frontbahnhof. Auf dem Weg wurde der Zug von Alliierten Jagdfliegern mehrfach angegriffen, so dass sich die Weiterfahrt immer wieder verzögerte. Ein Angriff bei Geseke tötete den Lockführer, den Heizer und einen dänischen Häftling. Erst am 15. Februar konnte die Fahrt nach Soest mit Ersatzpersonal weitergehen.
Mit zweitägiger Verspätung kam die 11. SS-Eisenbahnbaubrigade am Bahnhof Soest an. Vor Ort stellte man fest, dass der Bauzug nicht im Bereich des Bahnhofs abgestellt werden konnte, da die Schäden an den Gleisen zu groß waren. Der Zug musste vorerst einige Tage am Bahnhof Benninghausen bei Lippstadt stationiert werden, bis Gleis 3 zum Abstellen bereit war. Anschließend wurden die Häftlinge sogleich zu Reparaturarbeiten und für das Entschärfen von Blindgängern eingesetzt. Zum Schlafen kehrten sie in ihr „KZ auf Rädern“ zurück, dass sich auf den Gleisen zwischen Soest und Bad Sassendorf befand.
Am 28. Februar 1945 erfolgte ein weiterer Großangriff der Alliierten mit 220 Kampfflugzeugen die 1.500 Sprengbomben, 20 Luftminen und 15.000 Brandbomben auf die Stadt und den Bahnhof abwarfen. Dabei wurde auch der KZ-Zug getroffen und wurde bis auf den Küchenwagen völlig zerstört. 33 Zwangsarbeiter und ein Wachmann wurden dabei getötet, 31 schwer verwundet und 33 verbrannten oder wurden vermisst. In der Schützenhalle in Bad Sassendorf wurde für die Verletzten ein Notlazarett eingerichtet. Die restlichen Häftlinge aus Neuengamme wurden für Aufräumarbeiten eingesetzt. Nach getaner Arbeit kam die Eisenbahnbaubrigade in Scheunen auf dem Lohhof in Bad Sassendorf unter. Anfang März kommt es dort zu einer Massenvergiftung unter den Häftlingen mit 30 Toten.
Nach der Flächenbombardierung am 7. März 1945 sind nur noch 270 Häftlinge der 11. SS-Eisenbahnbaubrigade im Einsatz. Die Aufräumarbeiten wurden durch weitere Angriffe an den Folgetagen gestört, gingen aber trotzdem unbeirrt weiter. Die Nachricht, dass die Amerikaner bereits bei Remagen und Wesel den Rhein überquert hatten, bekam man erstmal nicht mit. Durch die vorangegangenen Bombardierungen der Infrastruktur in ganz Westdeutschland blockieren zusammengeschossene Waggons ganze Eisenbahnstrecken, wichtige Straßenkreuzungen waren in riesigen Bombentrichtern verschwunden und wegen zerrissener Stromleitungen funktionierten auch keine Radios oder Druckmaschinen mehr. Am 10. März wurde der Bahnhof sturmreif geschossen. Bis Anfang April verloren 110 Häftlinge bei den Arbeiten am Güterbahnhof ihr Leben. Die meisten begrub man in einem Massengrab auf dem Bad Sassendorfer Friedhof. Am 19. März 1945 wurden 128 kranke und verwundete Häftlinge ins KZ Buchenwald verlegt. Man ersetzte sie durch 100 Russen.
Kurz nachdem sich der Ruhrkessel bei Lippstadt schloss, wurde am 5. April 1945 das Außenlager Soest – Bad Sassendorf geräumt. Während 30 kranke und verwundete Häftlinge mit 5 Kapos im Lager zurückblieben, wurden die anderen Gefangenen auf einen Fußmarsch bis in das 100 km entfernte Höxter getrieben. Wer unterwegs nicht mehr gehen konnte, wurde erschossen. Dort stand ein Güterzug bereit, der sie in das Konzentrationslager Sachsenhausen brachte. Ab 15. April ging es von dort aus in einem Zug oder zu Fuß weiter nach Chemnitz, Plauen oder Pilsen. Von dort fuhr ein Krankentransport zum KZ Dachau. Eine kleinere Gruppe Häftlinge setzte ihren Räumungsmarsch zu Fuß fort. Wieder gab es auf dem Weg durch Erschießungen zahlreiche Tote. In Anzing bei München wurden sie von den Alliierten befreit. 206 Häftlinge der ehemaligen 11. SS-Eisenbahnbaubrigade kamen jedoch am 4. Mai 1945 in das Außenlager Ebensee des KZ Mauthausen in Österreich.

## Gedenkstätte in Bad Sassendorf
Lage
Auf dem Friedhof in Bad Sassendorf befindet sich die Grabstätte der 11. SS-Eisenbahnbaubrigade. Hier sind 95 Häftlinge begraben die zwischen Februar und April 1945 am Bahnhof Soest arbeiteten. Sie stammen aus ganz Europa und kamen entweder aus politischen, religiösen und rassistischen Gründen in das KZ Neuengamme oder wurden aus den besetzten Ländern deportiert: Franzosen, Belgier, Niederländer, Dänen, Polen, Tschechen, Russen…
Nach dem Krieg wurde das Massengrab 1952 von den französischen Behörden untersucht und die Karteikarten mit den Häftlingsnummern der Exhumierten verglichen. Die Namen und die Herkunft vieler Häftlinge ist bis heute unbekannt, auch wenn einige von ihren Angehörigen identifiziert werden konnten. 1995 stellte die Gemeinde Bad Sassendorf eine Gedenktafel an der Grabstätte auf.
Die Gestaltung der heutigen Grab- und Gedenkstätte für die Toten der 11. SS-Eisenbahnbaubrigade wurde 2004 im Rahmen der Entente Florale Deutschland von den Pfadfindern errichtet. Mit den liegenden Betonpfeilern auf einem Kiesbett und von dichten Lebensbaumhecken umgeben, erinnert sie an Bahnwaggons auf Gleisen. Jeder der 95 Pfeiler steht für einen anonymen Toten der 11. SS-Eisenbahnbaubrigade.